# Resolució 103 del Consell de Seguretat de les Nacions Unides
La Resolució 103 del Consell de Seguretat de les Nacions Unides, aprovada el 3 de desembre de 1953, va recomanar a l'Assemblea General que a San Marino se li permetés ser membre de l'Estatut de la Cort Internacional de Justícia si complia amb les següents condicions:
- (a) acceptació de les provisions de l'Estatut.
- (b) acceptació de totes les obligacions d'un membre de les Nacions Unides sota l'article 94 de la Carta.
- (c) comprometre's a contribuir amb les despeses de la Cort amb una quantitat raonable que l'Assemblea General determinarà periòdicament prèvia consulta amb el Govern de San Marino.

La resolució va ser aprovada amb 10 vots a favor, cap en contra i una abstenció de la Unió Soviètica.